# نايل سات 301
نايل سات 301 (بالإنجليزية: Nilesat 301)‏ هو قمر صناعي مصري تم تصنيعه من طرف تاليس الينا سبايس، وتم إطلاقه  في  8 يونيو 2022 بعد سلسلة من التأجيلات
سيوضع الساتل الجديد في الموقع المداري °7 غرباً (المدار الجغرافي الثابت) ليكون بديلاً لنايل سات 201 حيث يوجد أيضاً قمري يوتلسات 7 غرب أ ويوتلسات 8 غرب ب

## الإطلاق
وقعت شركة نايل سات وسبيس إكس عقدًا لإطلاق القمر الصناعي نايل سات 301 على متن صاروخ فالكون 9 في عام 2022
يُذكر أن هذا الساتل هو رابع أقمار نايل سات بعد نايل سات 101 ونايل سات 102 اللذان خرجا من الخدمة و نايل سات 201.